# Palais San Macuto
Le Palais de Saint Malo (en italien Palazzo San Macuto) est un palais situé à l'angle de la Piazza San Macuto et de la Via del Seminario, dans le rione Pigna de Rome, près de l'église San Macuto. Tout le complexe entre Piazza della Minerva, Via della Minerva, Via del Seminario, Piazza di S. Macuto et Via di Sant'Ignazio  était autrefois le siège d'un grand monastère dominicain connu sous le nom de 'Monastère Dominicain de la Minerve', construit sur le site où le Temple de Minerve et le Temple d'Isis et Serapis se trouvaient autrefois .

## Histoire
Le palais a été construit en 1641 par Paolo Maruscelli, engagé par le cardinal protecteur de l'Ordre des Prêcheurs, Antonio Barberini. Un siècle plus tard, le siège de la Congrégation du Saint-Office s'y installe, y compris le bureau de l'Inquisition, établi par le pape Paul III . Très probablement, la façade faisant face à la Piazza San Macuto était le siège de la Prison de l'Inquisition  . 
Devant le palais, sur la Via del Seminario, se trouve un monument dédié aux morts qui travaillaient à la poste italienne pendant la Première Guerre mondiale  . En 1930, une petite partie du cloître est restituée aux Dominicains . 

À partir de 1974, le palais devient un siège secondaire de la Chambre des députés italiens (sur la Via del Seminario) et abrite la Bibliothèque de la Chambre des députés, dont la construction a conduit à la reconstitution de l'insula Sapientiae, avec l'ouverture du passage d'interconnexion avec l'ancien bâtiment qui abrite la Biblioteca del Senato  et la Biblioteca Casanatense sur la Via di Sant'Ignazio . Actuellement, le palais est le siège de plusieurs commissions parlementaires. 

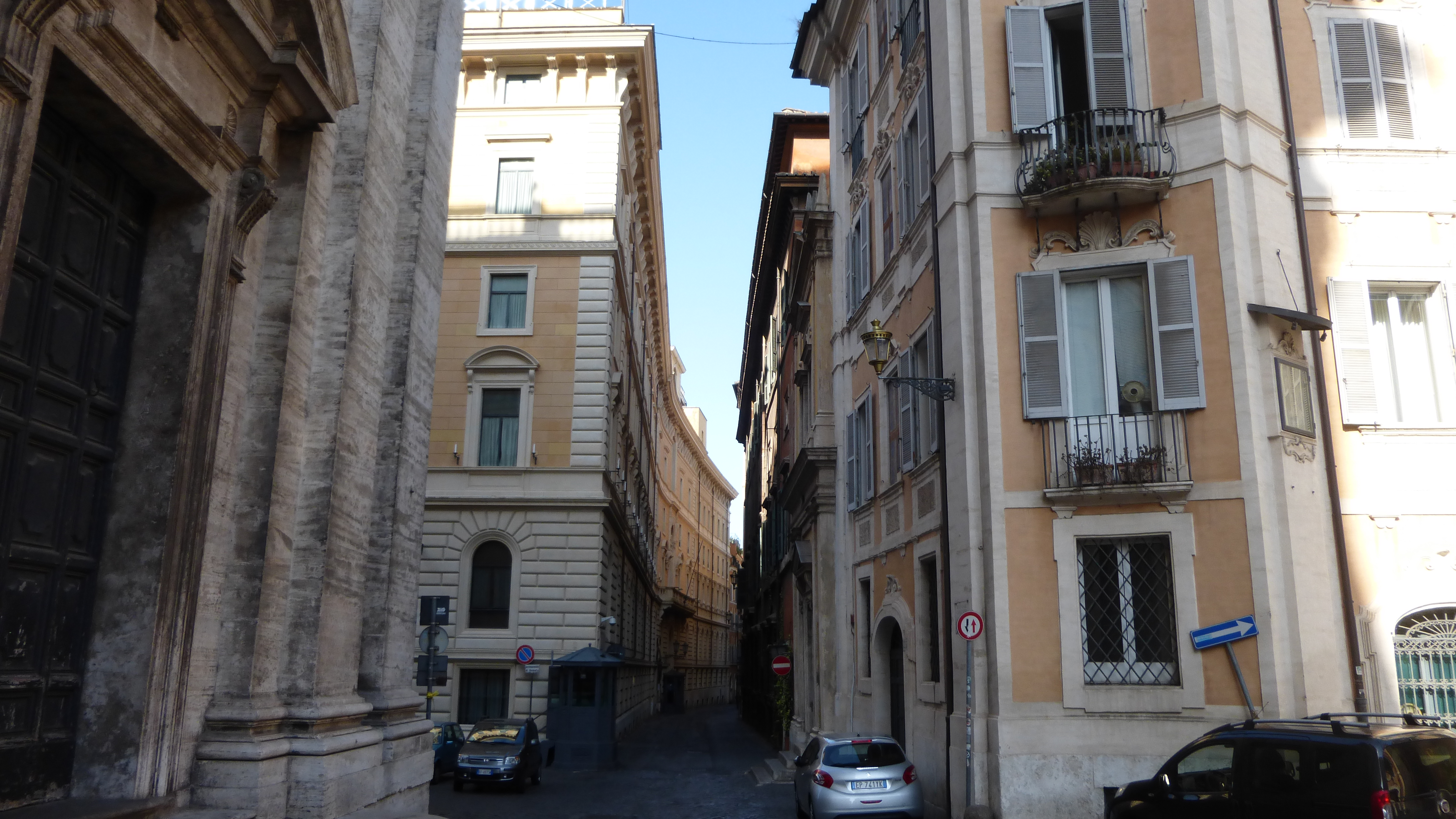
Façade incurvée du palais sur la Via del Seminario.
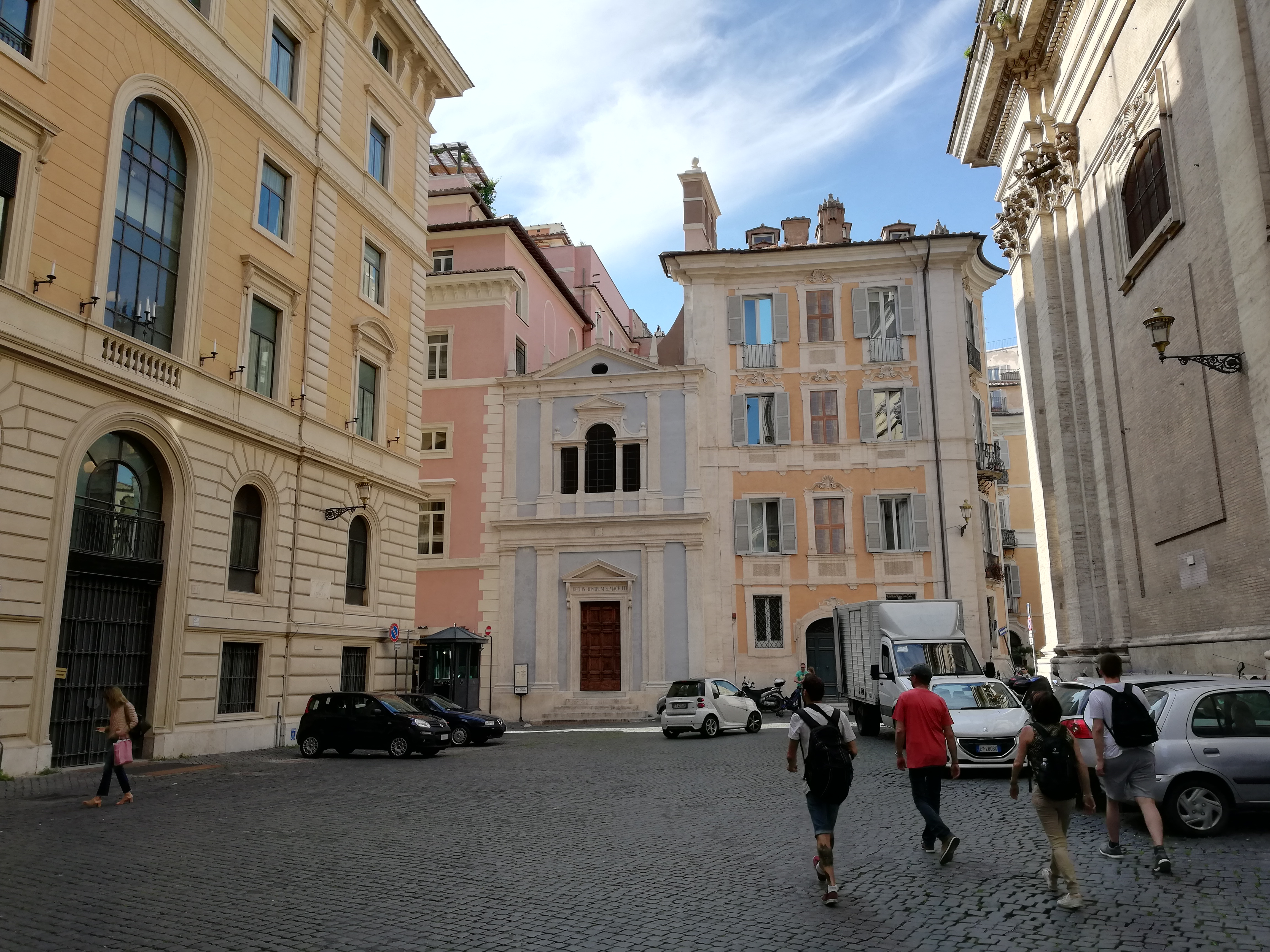
À gauche, façade du palais sur la Piazza San Macuto, partie du palais connue sous le nom de "Prison de l'Inquisition". Devant, l'église de San Macuto. À droite, le côté de l'église voisine de Sant'Ignazio.
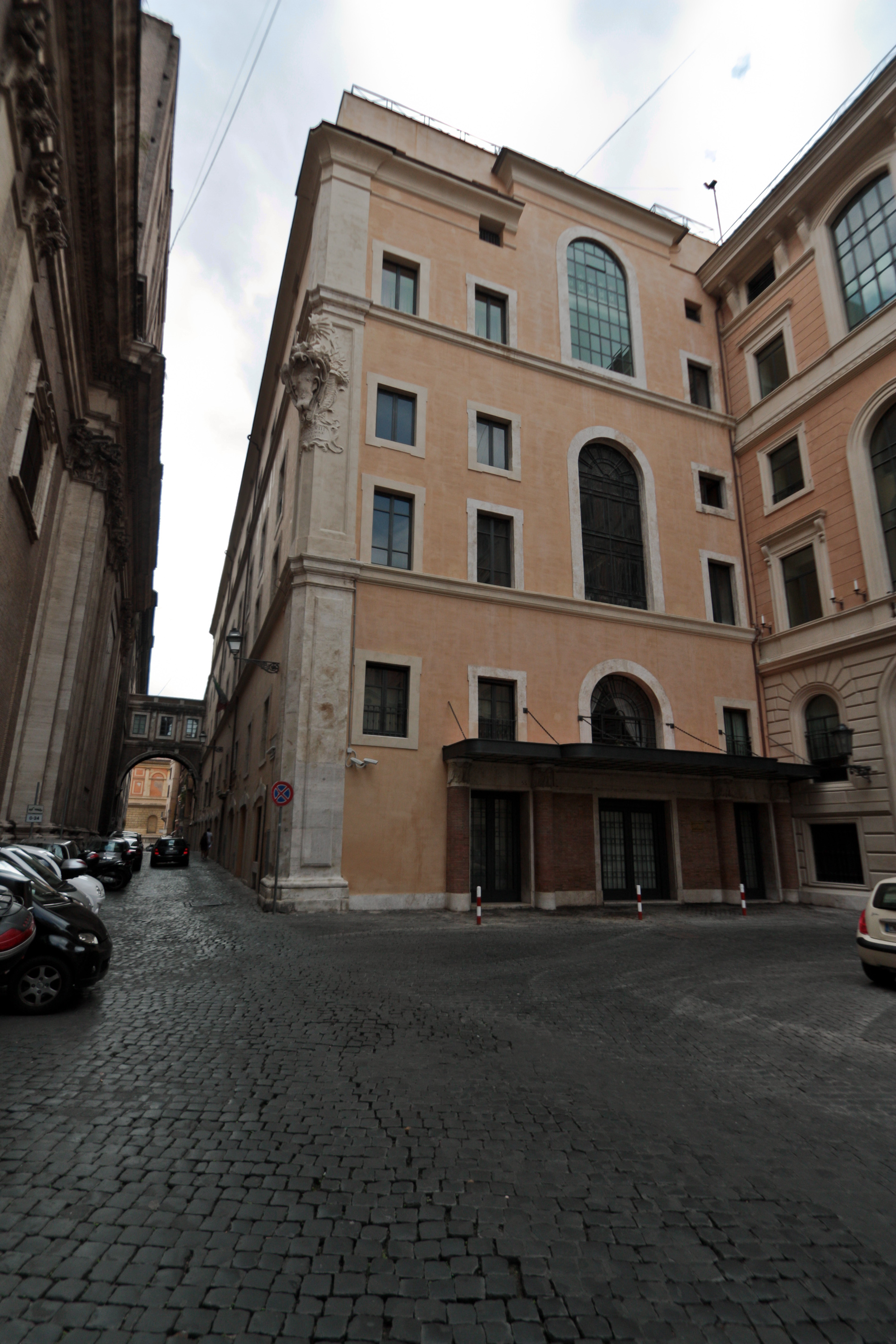
Biblioteca Casanatense
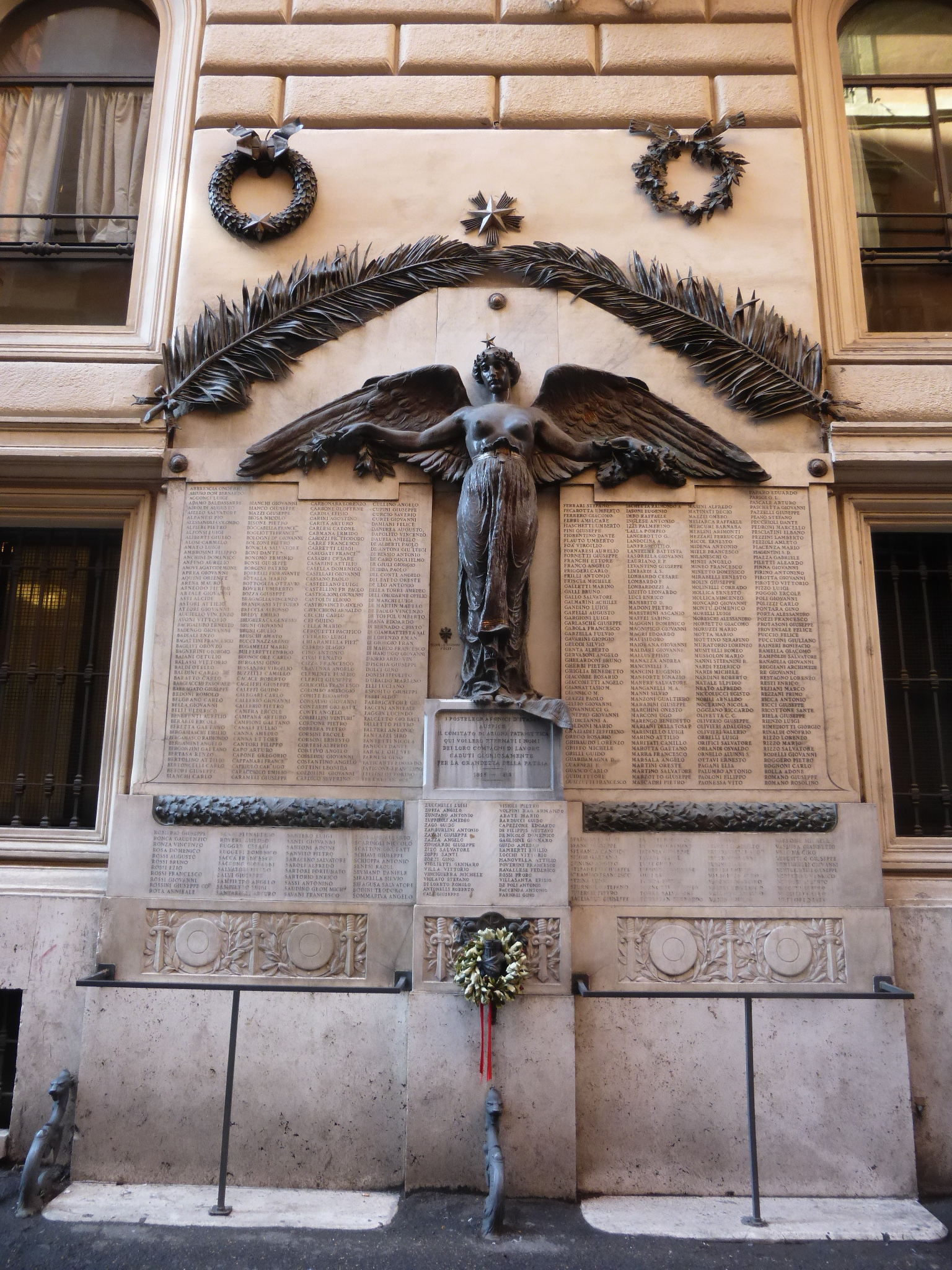
Monument aux morts de la Poste